# Автодром Фудзі
Автодром Фудзі — траса Формули-1, що знаходиться на горі Фудзі (префектура Сідзуока, Японія). Автодром Фудзі — місце проведення перегонів чемпіонату Формули-1 Гран-прі Японії в 1976-1977 та 2007-2008 роках. Автодром належить компанії Toyota.

## Версії траси

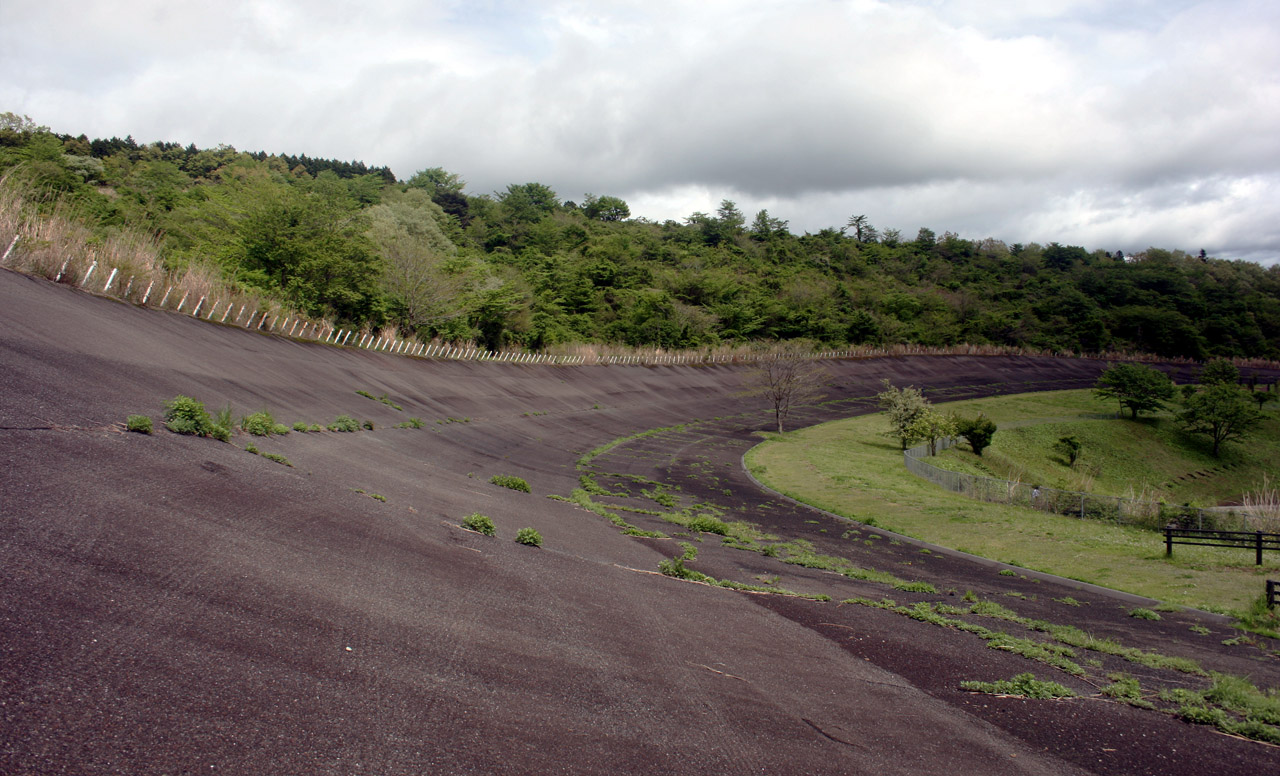
Недобудований бенкінг

Спочатку траса задумувалась як суперспідвей (американський термін, що означає гоночний трек довжиною понад 2 милі з виключно лівими поворотами) з двома швидкісними профільованими поворотами («бенкінгами»), але через нестачу коштів проєкт не вдалося повністю реалізувати і один з швидкісних поворотів не був добудований. На даній конфігурації траси проводились етапи Гран-прі Японії до 1977 року.
Після придбання траси компанією Toyota як тестового трека, траса була модернізована, і в такій конфігурації на ній пройшов Гран-прі Японії 2007 та 2008 роках.
| Версія | Довжина (м) | Гран-прі        | Рекорд кругу в кваліфікації     |
| Версія | Довжина (м) | Гран-прі        | Рекорд кругу в гонці            |
| ------ | ----------- | --------------- | ------------------------------- |
| 1976   | 4 359       | 2 (1976—1977)   | 1'12.23 (1977, Маріо Андретті)  |
| 1976   | 4 359       | 2 (1976—1977)   | 1'14.30 (1977, Джоді Шектер)    |
| 2007   | 4 563       | 2 (2007)-(2008) | 1'17.287 (2008, Феліпе Масса)   |
| 2007   | 4 563       | 2 (2007)-(2008) | 1'21.93 (2007, Льюїс Гамільтон) |

### Повороти

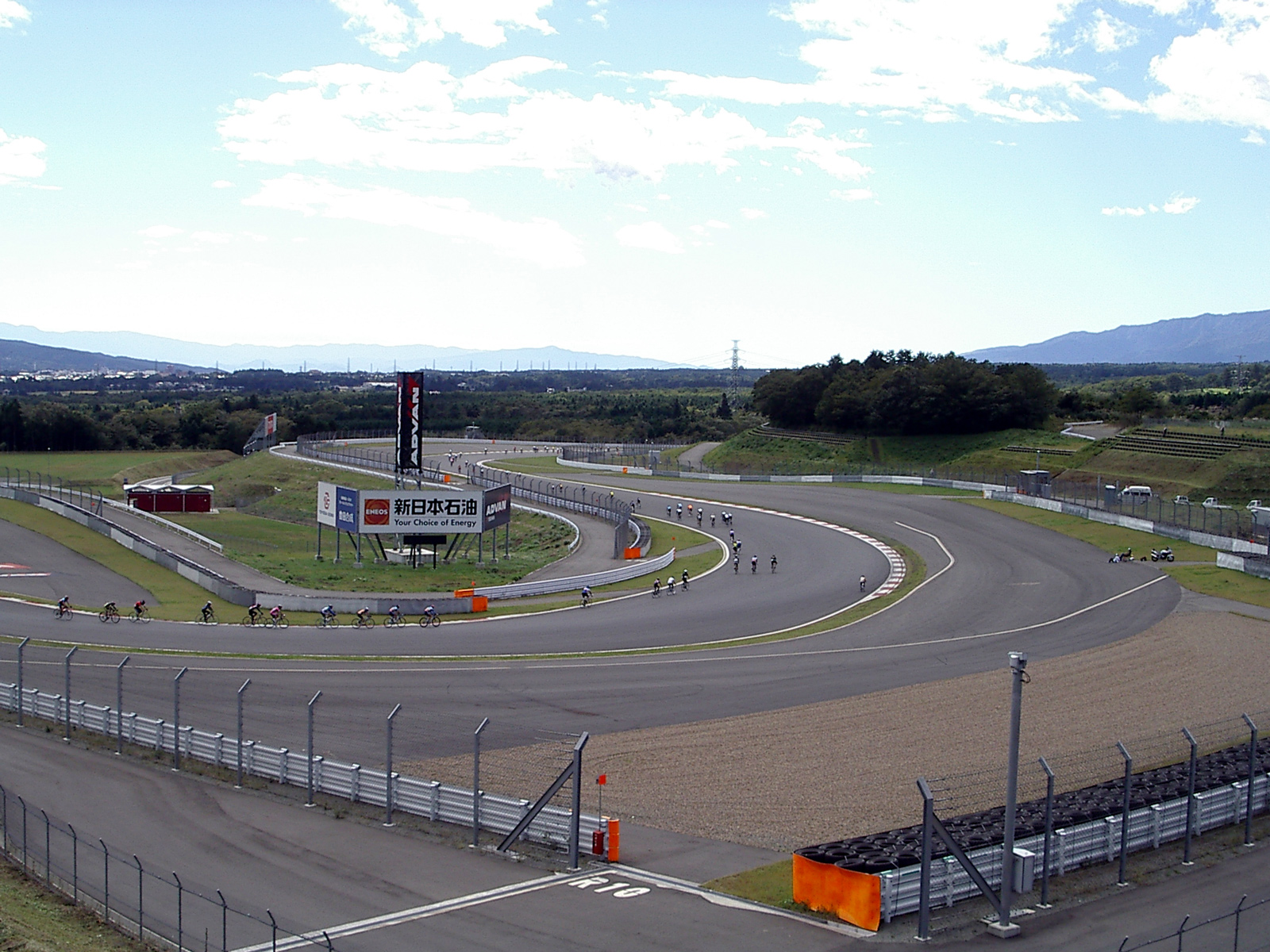
Hairpin Corner 30R

Офіційні назви 12 поворотів траси Фудзі (до назв включено радіус в метрах).
1. First Corner 27R
2. 75R
3. Coca Cola Corner 80R
4. 100R
5. Hairpin Corner 30R
6. 120R
7. 300R
8. Dunlop Corner 15R
9. 300R
10. 45R
11. Netz Corner 25R
12. Panasonic Corner 12R

## Переможці Гран-прі Японії на трасі Фудзі
Рожевим кольором відмічено Гран-прі, що не входили до чемпіонату світу Формули-1.
| Сезон       | Пілот             | Конструктор      | Звіт           |
| ----------- | ----------------- | ---------------- | -------------- |
| 2008        | Фернандо Алонсо   | Renault          | Звіт           |
| 2007        | Льюїс Гамільтон   | McLaren-Mercedes | Звіт           |
| 1978 — 2006 |                   |                  | не проводилась |
| 1977        | Джеймс Хант       | McLaren-Ford     | Звіт           |
| 1976        | Маріо Андретті    | Lotus-Ford       | Звіт           |
| 1976        | Жак Лаффіт        | BMW              |                |
| 1975        | Масахіро Хасемі   | March            |                |
| 1974        |                   |                  | не проводилась |
| 1973        | Мотохару Куросава | March            |                |
| 1972        | Джон Сертіс       | Surtees          |                |
| 1971        | Куніомі Нагамацу  | Mitsubishi       |                |
| 1970        |                   |                  | не проводилась |
| 1969        | Мотохару Куросава | Nissan           |                |
| 1968        | Мото Кітано       | Nissan           |                |
| 1967        | Тецу Ікудзава     | Porsche          |                |
| 1966        | Йосикадзу Сунако  | Prince           |                |